# إسكندر بدوي
إسكندر بدوي (29 نوفمبر 1913 – مايو 1986) عالم مصريات مصري. ولد في مصر ودرّس علم المصريات في الولايات المتحدة. كان أستاذًا لتاريخ الفن في جامعة كاليفورنيا، ثم أستاذاً فخريًا، منح كرسيًا (في عام 1985) في جامعة جونز هوبكنز، والتي تحتفظ بها حاليًا بيتسي برايان.

## منشورات مختارة
- الفن القبطي والآثار: فن المصريين المسيحيين من العصور القديمة المتأخرة إلى العصور الوسطى، 1978
- العمارة في مصر القديمة والشرق الأدنى، 1966
- تاريخ العمارة المصرية